# 하비에르 사네티
하비에르 아델마르 사네티(스페인어: Javier Adelmar Zanetti, 1973년 8월 10일, 아르헨티나 부에노스아이레스 ~ )는 은퇴한 아르헨티나의 축구 선수로, 과거 이탈리아 세리에 A의 인테르나치오날레 밀라노 소속이었다. 사네티는 1995년 이래로 인테르 소속이었고, 1999년 8월 29일을 기점으로 팀의 주장이 되었다. 그는 다재다능하며, 왼쪽과 오른쪽 모두 윙어로 뛸 수 있으며, 좌, 우 풀백으로도 뛸 수 있다. 그 외에도 다른 미드필더 포지션으로도 기용 가능한데, 특히 중앙이나 수비형 미드필더로 기용될 때에는 더욱 돋보인다. 국가대항전에서, 그는 아르헨티나 축구 국가대표팀 최다 출장수 기록을 가지고 있으며, 1996년 하계 올림픽 축구 토너먼트와 1998년 FIFA 월드컵, 2002년 FIFA 월드컵에 참가하였다.
모국에서 "푸피" (Pupi) 로 알려졌으며, 사네티는 부에노스아이레스 출신으로, 파워, 탄력, 스태미너, 그리고 풀백으로 공격 가담시 수비를 넘는 동작으로 인해 "트랙터" (El Tractor) 라는 별명을 이탈리아로 갓 이적했을 때 얻었다. 그는 주로 윙어로 기용되었다. 그는 2006년 11월 5일, 득점을 기록하며 4년 무득점 침묵을 깼다. 국가대표팀에서, 그는 풀백으로 기용되었으며, 공수전환에 유연하였다.

## 클럽 경력
사네티는 인테르나치오날레 밀라노 소속으로 세리에 A를 5회 우승 하였고, 팬들과 언론으로부터 그가 팀의 주장이 된 뒤 "캡틴" (Il Capitano) 라는 별명을 획득하였다. 그는 비이탈리아 출신으로 이탈리아 클럽의 경기에 출전한 선수로, 인테르의 800번의 공식 경기에 출장하였다. 사네티는 인테르에서 은퇴하기를 희망하며, 그 후에도 인테르와 함께하기를 원한다. 사네티는 자선 활동을 하는 것도 알려져 있으며, 아르헨티나의 불우 아동을 위한 재단을 운영하고 있다. 그는 FIFA로부터 SOS 아동 마을 프로젝트의 대사로 선정되었으며, 밀라노의 시청으로부터 암브로지노 도로 (Ambrogino d'Oro)를 얻었다. 사네티는 특수 올림픽의 국제 대사 중 하나다.
2010년 5월 22일, 2010 UEFA 챔피언스리그 결승에서 사네티는 인테르 700번째 공식 경기를 기록하였고, 이 날밤 승리를 거둔 인테르는 역사적인 트레블을 달성하였다. 2010년 10월 20일, 그는 토트넘 전에서 득점하여, UEFA 챔피언스리그 최고령 득점 선수로 기록되었다. (37세 71일) 이 기록은 필리포 인차기와 라이언 긱스가 보유하고 있었다.
2012년 4월 23일 바슬루이와의 원정 경기서 출전하며 인테르에서 통산 800경기 출장을 기록하였다.
2014년 4월 29일 구단주인 에릭 토히르가 2013-14 시즌을 끝으로 사네티가 은퇴한다고 했으며, 이후 구단의 고문이 된다고 밝혔다.
2014년 6월 30일, 토히르는 사네티가 인테르의 부회장이 되며 그의 등번호였던 4번을 영구 결번할 것이라고 밝혔다.

## 국가대표팀 경력
1994년 국가대표팀에 처음으로 발탁되어 1998년 FIFA 월드컵에서 활약하였고 2002년 FIFA 월드컵에서는 팀이 초반에 탈락하는 바람에 월드컵에서 제대로 뛰지 못했다. 이후 사실상 국가대표에서 거의 뛰지 못했는데 2006 FIFA 월드컵에서는 호세 페케르만감독의 성향에 따라 엔트리에서 제외되었다. 2010년 FIFA 월드컵에서도 논란 속에 최종 엔트리에서 탈락하였다.
2009년 4월 1일 2010년 FIFA 월드컵 남아메리카 지역 예선에서 아르헨티나는 볼리비아와 지역예선 경기를 치르게 되어 있었다. 특히 경기장이 있는 라파즈는 해발 3600m을 웃도는 고지대로 산소가 희박해서 최소한 하루 이상의 적응훈련이 필요한 곳이였다. 그럼에도 불구하고 디에고 마라도나는 늦장을 부려서 경기시작 2시간 전에 겨우 라파즈에 도착하였으며 이로 인하여 선수들이 제대로 경기에 임할 수 없었다. 경기가 진행되자 극초반에 앙헬 디 마리아가 퇴장당했는데 이로 인하여 팀이 급격하게 붕괴되었다. 하지만 디에고 마라도나는 오직 자기 혼자만의 잘못으로 팀을 패하게 만들었음에도 불구하고 그 책임을 사네티에게 떠넘겼고 사네티는 그렇게 국가대표에서 퇴출되었다. 그 대체자로 들어온 왈테르 사무엘역시 기량이 뛰어난 선수이긴 하지만 고질적인 부상에 시달리는 선수였는지라 국가대표로 활용하기에는 문제가 많은 선수였다. 결국 사네티가 없는 아르헨티나는 본선에 진출해서 8강까지는 쉬운 팀들만 골라 만난 덕에 무난히 진출했지만 8강에서 강호 독일을 상대로는 기록적인 패배를 당하고 탈락했다. 이후 디에고 마라도나의 지도력은 도마에 올랐고 결국 마라도나는 경질되었다.

### 국가대표팀 주요 대회 참가 기록
- 1995년 킹 파흐드컵 국가대표
- 1995년 코파 아메리카 국가대표
- 1996년 하계 올림픽 남자 축구 국가대표
- 1998년 FIFA 월드컵 국가대표
- 1999년 코파 아메리카 국가대표
- 2002년 FIFA 월드컵 국가대표
- 2004년 코파 아메리카 국가대표
- 2005년 FIFA 컨페더레이션스컵 국가대표
- 2007년 코파 아메리카 국가대표
- 2011년 코파 아메리카 국가대표

## 수상 내역
인테르나치오날레
- 세리에 A : 우승 (2005-06, 2006-07, 2007-08, 2008-09, 2009-10)
- 코파 이탈리아 : 우승 (2004-05, 2005-06, 2009-10, 2010-11)
- 수페르코파 이탈리아나 : 우승 (2005, 2006, 2008, 2010)
- UEFA 챔피언스리그 : 우승 (2009-10)
- UEFA컵 : 우승 (1997-98)
- FIFA 클럽 월드컵 : 우승 (2010)

 아르헨티나
- 팬아메리칸 게임 : 금메달 (1995)
- 올림픽 축구 : 은메달 (1996)
- 코파 아메리카 : 준우승 (2004, 2007)
- FIFA 컨페더레이션스컵 : 준우승 (1995, 2005)

개인
- FIFA 100 : 2004
- 팔로네 다르젠토 : 2002
- 가에타노 시레아 상 : 2010
- 자친토 파케티 상 : 2012
- 이탈리아 선수협회 로열티 상 : 2012
- AFA 선정 자국 역대 베스트 : 2015
- 글로브사커 어워드 공로상 : 2016
- 프레미오 젠틀맨 플래티넘 커리어 어워드 : 2014
- 인테르 명예의 전당 : 2018
- 이탈리아 축구 명예의 전당 : 2018
- 골든풋 : 2011
- 피라타도르 : 1996
- 코넥스 어워드 : 2010
- 2005년 FIFA 컨페더레이션스컵 맨 오브 더 매치 : vs. 멕시코 (준결승전)
- 인테르 4번 영구 결번

## 같이 보기
- A매치 100경기 이상 출전한 축구 선수 명단